# Petalo

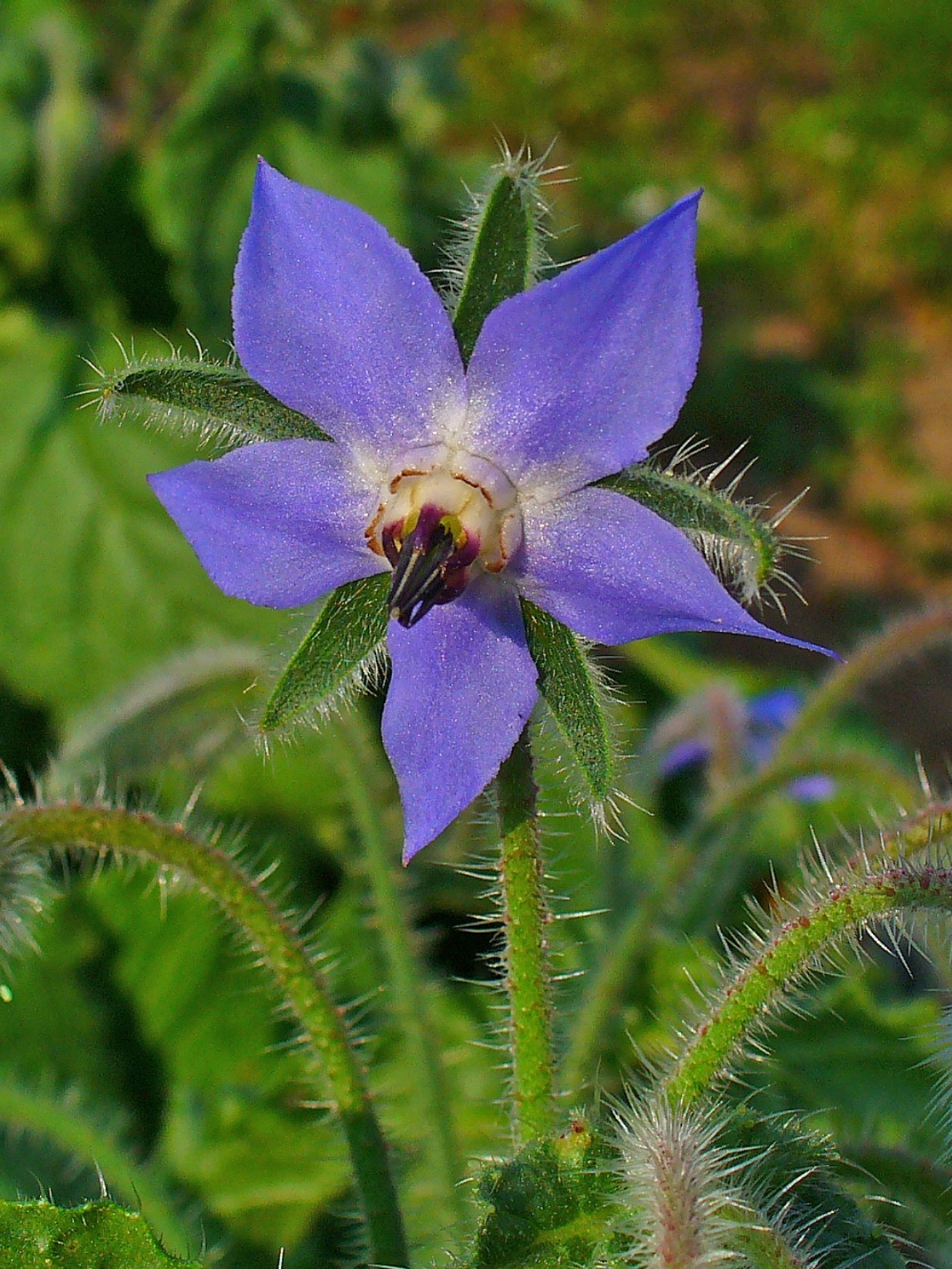
Fiore di Borago officinalis. Sono ben distinguibili i cinque petali (di colore blu-viola) ed i cinque sepali (di colore verde scuro e ricoperti di peluria).

Un petalo (dal greco: πέταλον, pétalon, foglia, lamina, derivante da πετάννυμι, petánnymi, aprire, stendere) è un particolare tipo di foglia metamorfosata facente parte del tipico apparato fiorale delle angiosperme. L'insieme dei petali prende il nome di corolla che, assieme al calice formato dai sepali, costituisce il perianzio, ossia la parte sterile del fiore. A seconda della specie vegetale i petali possono presentarsi nelle più svariate forme, dimensioni e colori, spesso caratteristici di una particolare linea filogenetica, tanto da essere stati in passato un utilissimo discriminante tassonomico. Non sempre petali e sepali sono chiaramente distinguibili; in tal caso si parla quindi di tepali.
In genere è possibile distinguere una parte apicale libera, detta lembo, ed una parte basale in continuità con l'apparato fiorale, detta unghia, che collega il petalo al ricettacolo. Le funzioni dei petali sono essenzialmente due: quella di protezione delle strutture riproduttive più interne al fiore (stami e pistilli) e l'attrazione degli animali impollinatori tramite colorazioni intense, forme particolari e secrezioni odorose. Salvo rare eccezioni, i petali non hanno attività fotosintetica, mancandovi la clorofilla.

## Corolla
Il ruolo della corolla nell'evoluzione delle piante è stato ampiamente studiato da quando Charles Darwin ha sviluppato una teoria sull'origine delle corolle allungate e dei tubi della corolla. 

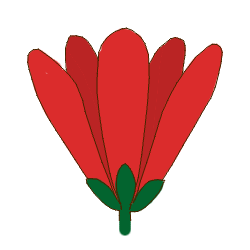
Apopetalous corolla

Una corolla di petali separati, senza fusione di singoli segmenti, è detta apopetalo. Se i petali sono liberi l'uno dall'altro nella corolla, la pianta è polipetalo; mentre se i petali sono almeno parzialmente fusi, è gamopetalo. Nel caso di tepali fusi, il termine è syntepalous. La corolla in alcune piante forma un tubo.

## Variazioni
I petali possono differire notevolmente in specie diverse. Il numero di petali in un fiore può contenere indizi sulla classificazione di una pianta. Ad esempio, i fiori eudicotiledoni (il gruppo più numeroso di dicotiledoni) hanno più frequentemente quattro o cinque petali mentre i fiori monocotiledoni hanno tre o sei petali, sebbene ci siano molte eccezioni a questa regola. 
La spirale o la corolla del petalo possono essere radialmente o bilateralmente simmetriche. Se tutti i petali sono essenzialmente identici per dimensioni e forma, si dice che il fiore sia regolare o actinomorfo (che significa "formato a raggi"). Molti fiori sono simmetrici su un solo piano (cioè la simmetria è bilaterale) e sono definiti irregolari o zigomorfi (che significa "giogo" o "a coppia"). Nei fiori irregolari, altre parti floreali possono essere modificate dalla forma regolare, ma i petali mostrano la maggiore deviazione dalla simmetria radiale. Esempi di zigomorfoi fiori possono essere visti nelle orchidee e nei membri della famiglia dei piselli.
In molte piante della famiglia degli aster come il girasole, Helianthus annuus, la circonferenza del capolino è composta da fiori a forma di cinghia disposti a raggio (fiore raggiato). Ogni fiore raggiato è anatomicamente un singolo fiore con un unico grande petalo. I fiori al centro del disco in genere non hanno petali o sono molto ridotti. In alcune piante come il Narcissus la parte inferiore dei petali o tepali è fusa a formare una coppa floreale (hypanthium) sopra l'ovaio, e da cui si estendono i petali veri e propri. 
Il petalo è spesso costituito da due parti: la parte superiore, larga, detta anche lamina e la parte inferiore, stretta, simile al picciolo della foglia, detta lama, separate l'una dall'altra in corrispondenza dell'artiglio. Gli artigli si sviluppano nei petali di alcuni fiori della famiglia delle Brassicaceae, come l'Erysimum cheiri.
L'inizio e l'ulteriore sviluppo dei petali mostrano una grande varietà di motivi. I petali di diverse specie di piante variano notevolmente nel colore o nella colorazione, sia nella luce visibile che nell'ultravioletto. Tali modelli spesso funzionano come guide per gli impollinatori e sono variamente noti come guide del nettare, guide del polline e guide floreali.

## Genetica
La genetica alla base della formazione dei petali, secondo il modello ABC di sviluppo del fiore, è che sepali, petali, stami e carpelli sono versioni modificate l'uno dell'altro. Sembra che i meccanismi per formare i petali si siano evoluti poche volte (forse solo una volta), piuttosto che evolversi ripetutamente dagli stami.

## Significato dell'impollinazione
L'impollinazione è un passo importante nella riproduzione sessuale dei fiori. Il polline è prodotto dal fiore maschile o dagli organi maschili dei fiori ermafroditi.
Il polline non si muove autonomamente e quindi richiede vento o impollinatori animali per disperdere il polline allo stigma dei fiori vicini. Tuttavia, gli impollinatori sono piuttosto selettivi nel determinare i fiori che scelgono di impollinare. Ciò sviluppa competizione tra i fiori e, di conseguenza, i fiori devono fornire incentivi per fare appello agli impollinatori (a meno che il fiore non si autoimpollini o sia coinvolto nell'impollinazione grazie al vento). I petali svolgono un ruolo importante nella competizione per attirare gli impollinatori.

## Funzioni e finalità
I petali hanno varie funzioni e scopi a seconda del tipo di pianta. In generale, i petali agiscono per proteggere alcune parti del fiore e attrarre/respingere specifici impollinatori.

### Funzione
Questo è il punto in cui il posizionamento dei petali del fiore si trova sulla corolla. Gli impollinatori hanno la capacità di determinare fiori specifici che desiderano impollinare. Utilizzando gli incentivi, i fiori attirano gli impollinatori e stabiliscono una relazione reciproca, nel qual caso gli impollinatori si ricorderanno di custodire e impollinare sempre questi fiori (a meno che gli incentivi non siano costantemente soddisfatti e la concorrenza prevalga). 

### Profumo
I petali potrebbero produrre profumi diversi per attirare gli impollinatori desiderati o respingere gli impollinatori indesiderati. Alcuni fiori imiteranno anche i profumi prodotti da materiali come la carne in decomposizione, sempre per attirare gli impollinatori. 

### Colore
Vari tratti di colore sono usati da petali diversi che potrebbero attirare impollinatori con scarse capacità di odore o che escono allo scoperto solo in determinate parti della giornata. Alcuni fiori possono cambiare il colore dei loro petali come segnale ai reciproci impollinatori di avvicinarsi o tenersi alla larga. 

### Forma e dimensione
Inoltre, la forma e le dimensioni del fiore e del petalo sono importanti per selezionare il tipo di impollinatori di cui hanno bisogno. Ad esempio, petali e fiori grandi attireranno impollinatori a grande distanza o che sono grandi a loro volta. Nel complesso, il profumo, il colore e la forma dei petali svolgono tutti un ruolo nell'attrarre/respingere specifici impollinatori e nel fornire condizioni adeguate per l'impollinazione. Alcuni impollinatori includono insetti, uccelli, pipistrelli e vento. In alcuni petali, si può fare una distinzione tra una parte basale inferiore ristretta, simile a un gambo, denominata artiglio, e una parte distale più ampia denominata lama (o arto). Spesso l'artiglio e la lama sono ad angolo l'uno con l'altro.

## Tipi di impollinazione

Esempio di impollinazione

### Impollinazione da parte del vento
I fiori impollinati dal vento hanno spesso petali piccoli e opachi e producono poco o nessun profumo. Alcuni di questi fiori spesso non hanno petali. I fiori che dipendono dall'impollinazione del vento produrranno grandi quantità di polline perché la maggior parte del polline sparso dal vento tende a non raggiungere altri fiori. 

### Attrazione degli insetti
I fiori hanno vari meccanismi regolatori per attirare gli insetti. Uno di questi meccanismi utili è l'uso di segni guida del colore. Insetti come l'ape o la farfalla possono vedere i segni ultravioletti che sono contenuti su questi fiori, agendo come un meccanismo attraente che non è visibile all'occhio umano. Molti fiori contengono una varietà di forme che agiscono per aiutare con l'atterraggio dell'insetto in visita e influenzano anche l'insetto a sfiorare antere e stigmi. Uno di questi esempi di fiore è il pohutukawa (Metrosideros excelsa) che agisce per regolare il proprio colore in modo diverso. Il pohutukawa contiene piccoli petali che hanno anche grandi grappoli di stami rossi luminosi. Un altro meccanismo per i fiori è l'uso di profumi che sono molto attraenti per l'uomo. Uno di questi esempi è la rosa. Alcuni fiori producono l'odore della carne in decomposizione e attirano insetti come le mosche. L'oscurità è un altro fattore a cui i fiori si sono adattati poiché le condizioni notturne limitano la visione e la percezione del colore. La fragranza può essere particolarmente utile per i fiori che vengono impollinati di notte da falene e altri insetti volanti. 

### Attrazione degli uccelli
I fiori sono anche impollinati dagli uccelli, che devono essere grandi e colorati per essere visibili sullo scenario naturale. In Nuova Zelanda, tali piante autoctone impollinate dagli uccelli includono: kowhai (specie Sophora), Phormium tenax e Clianthus puniceus). I fiori adattano il meccanismo sui loro petali per cambiare colore fungendo da meccanismo comunicativo per l'uccello da visitare. Un esempio è l'albero fucsia (Fuchsia excorticata) che è verde quando deve essere impollinato e diventa rosso affinché gli uccelli smettano di venire e impollinare il fiore. 

### Fiori impollinati dai pipistrelli
I fiori possono essere impollinati dai pipistrelli dalla coda corta. Un esempio di questo è il dactylanthus (Dactylanthus taylorii). Questa pianta ha il suo habitat sotto terra svolgendo il ruolo di parassita sulle radici degli alberi forestali. Il dactylanthus ha i fiori rivolti verso la superficie ed essi mancano di colore ma hanno il vantaggio di contenere molto nettare e di avere un forte profumo. Questi agiscono come un meccanismo utile per attirare il pipistrello.

## Galleria d'immagini

Diagramma che mostra le parti di un fiore maturo.
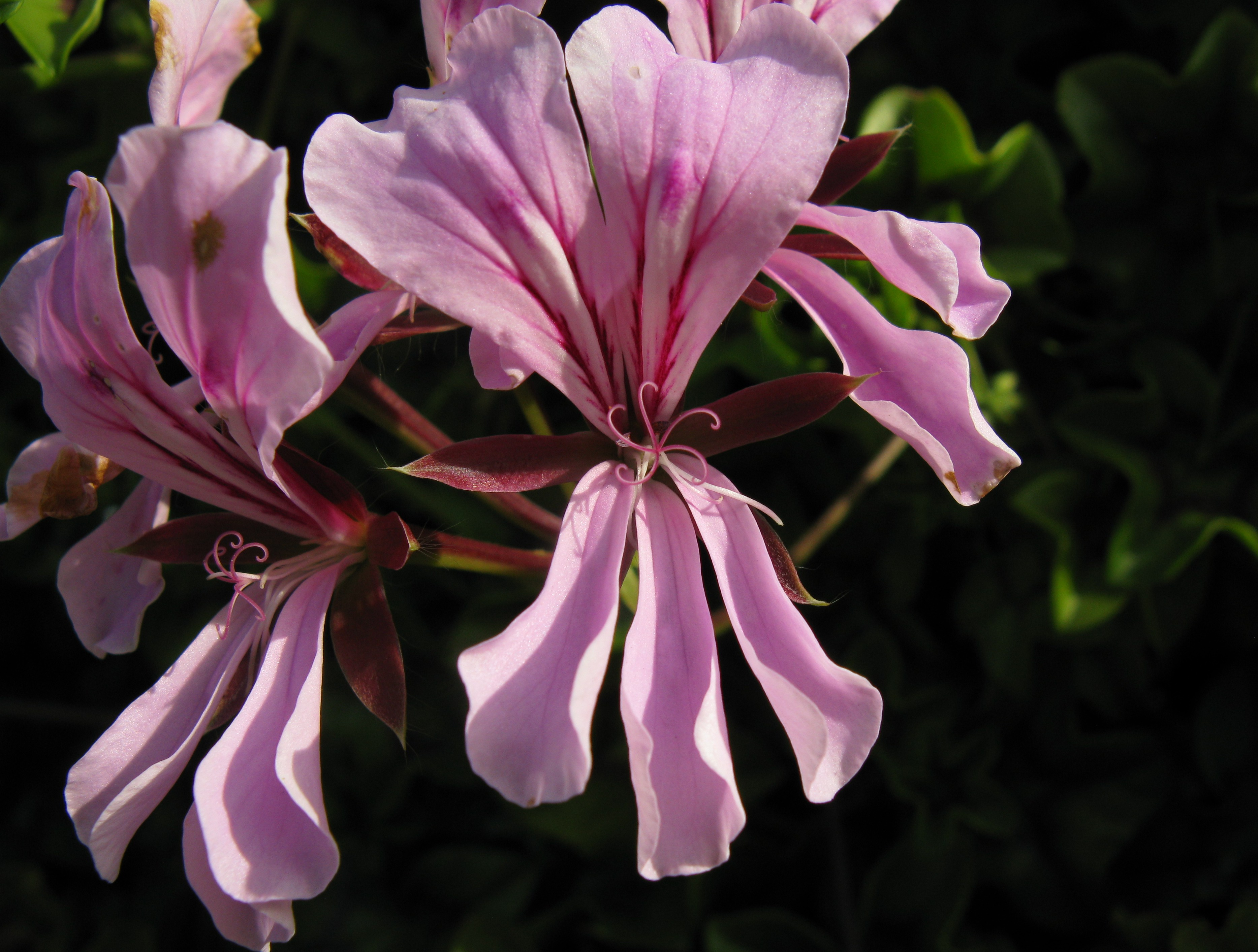
Pelargonium peltatum
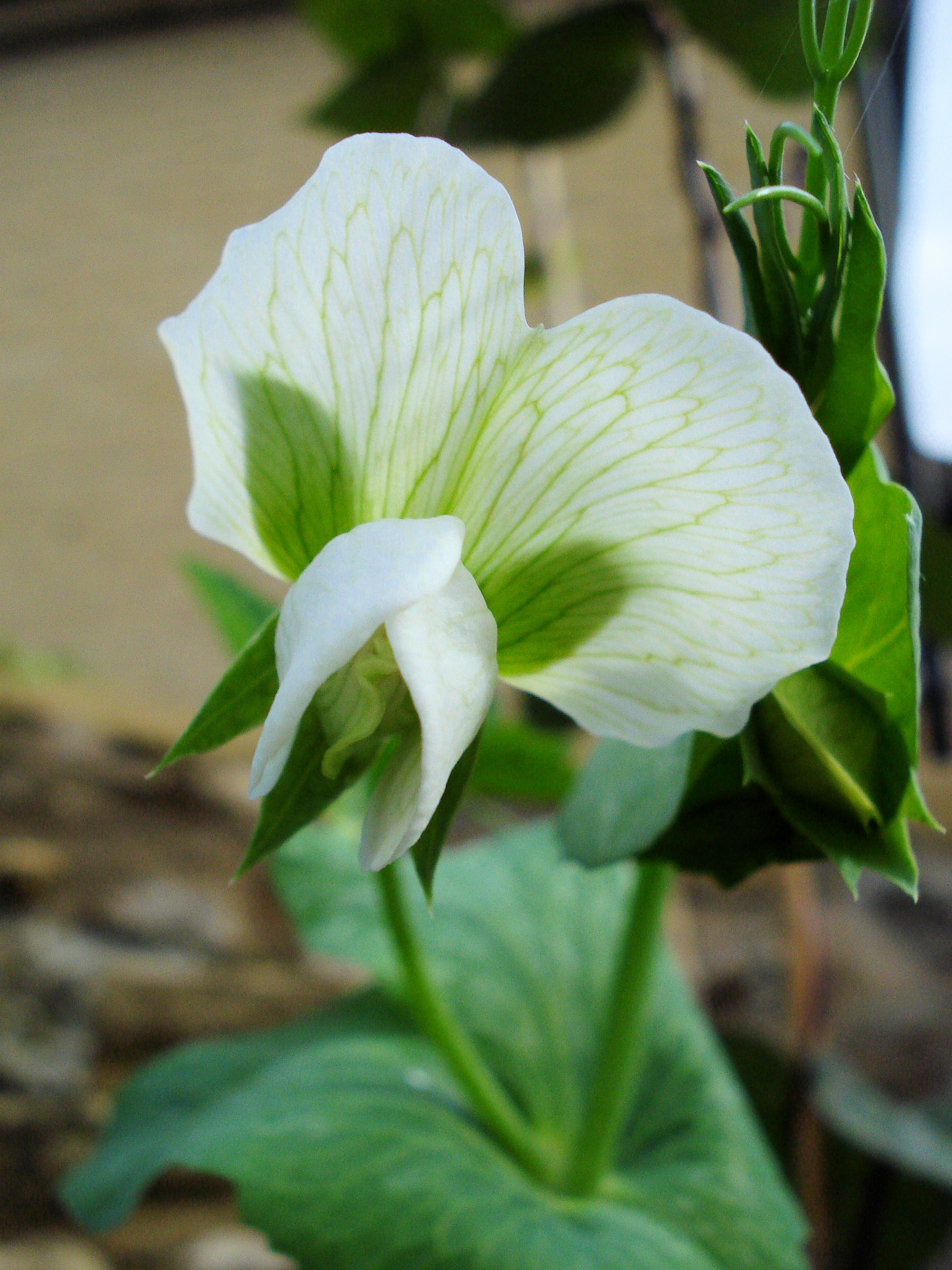
Pisum sativum
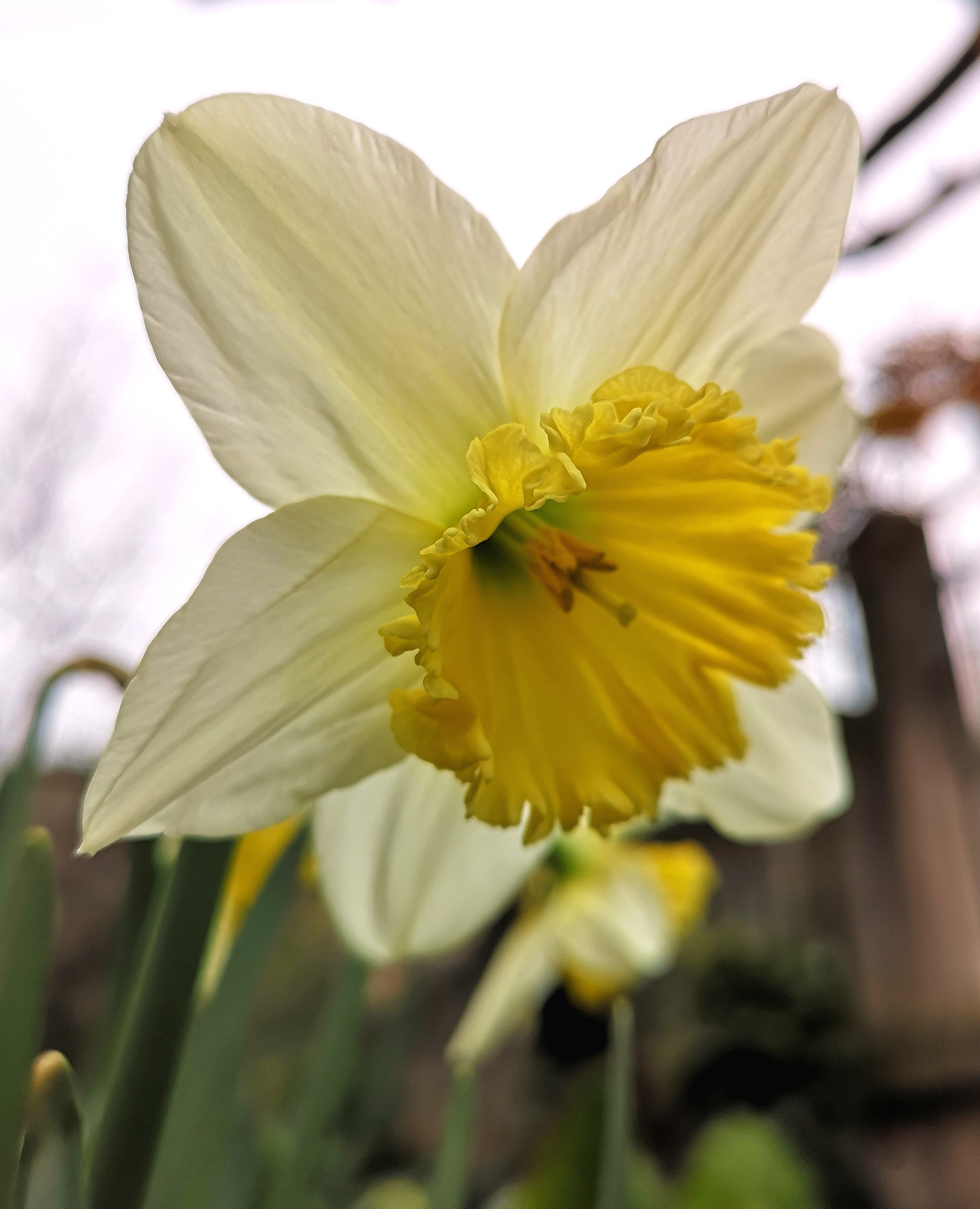
Narcissus pseudonarcissus
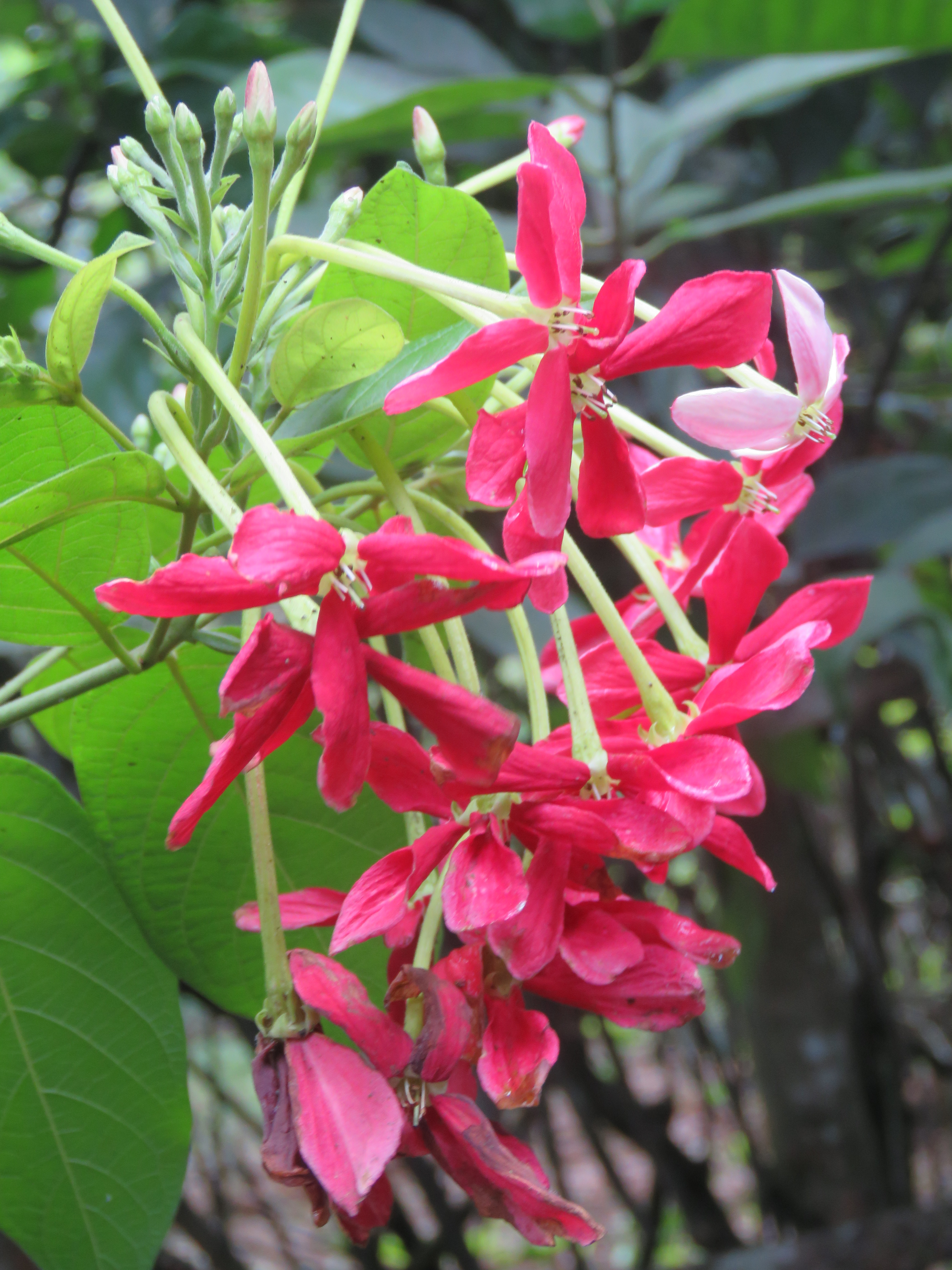
Combretum indicum
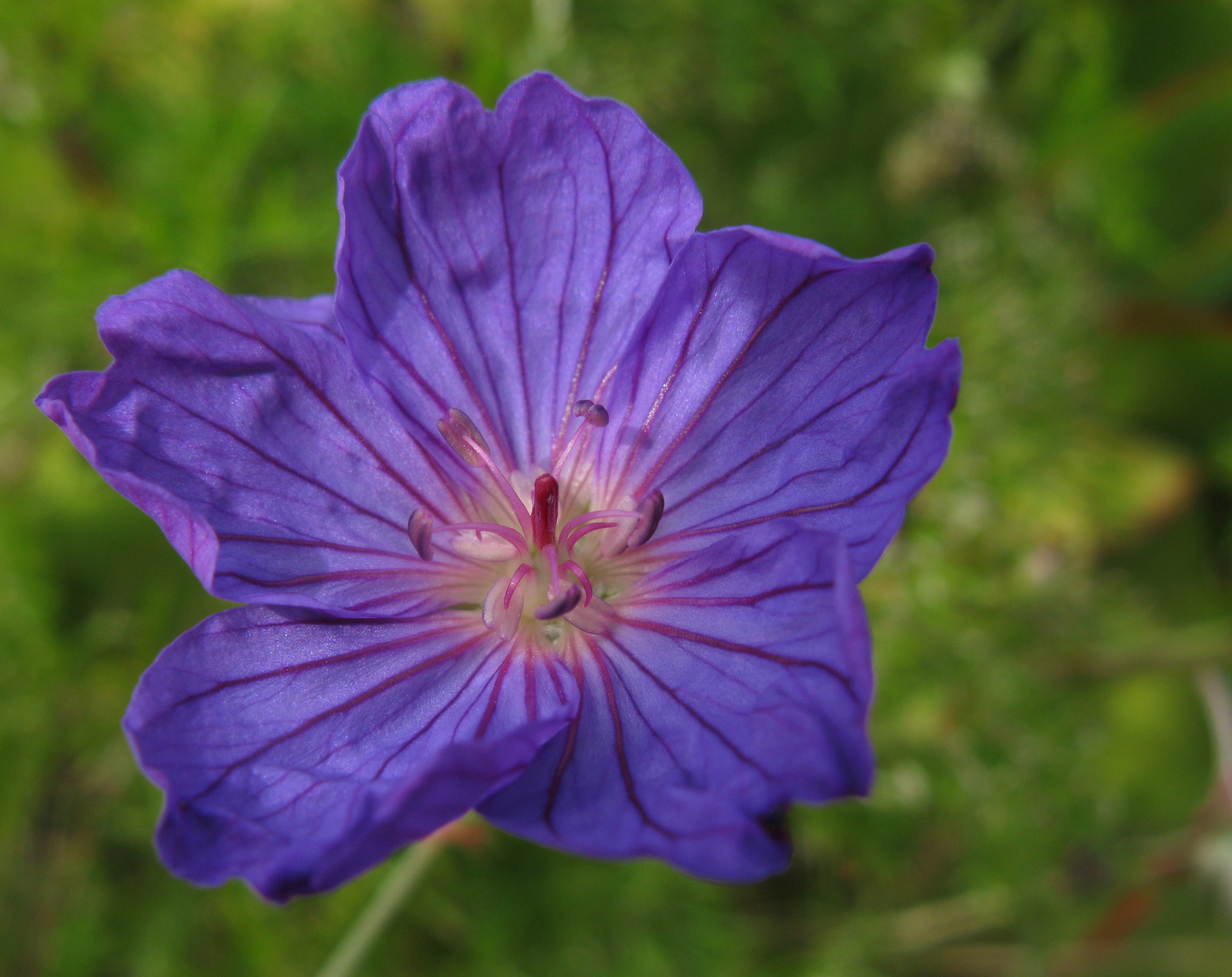
Geranium incanum
Sono mostrate parti di una pianta e come il polline si sposta su un'altra pianta per impollinarla
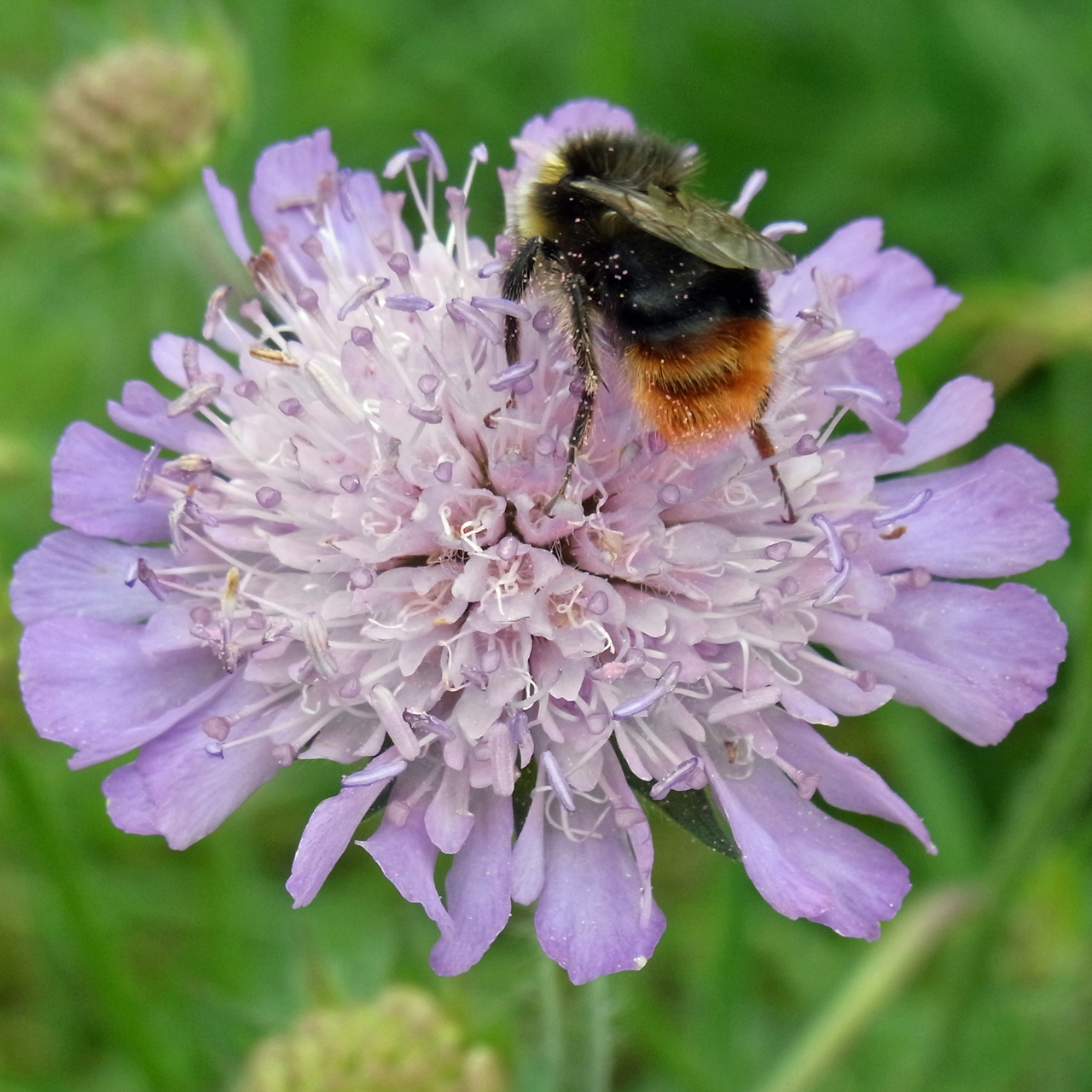
Impollinazione da parte di un bombo